# Nicomedes (matemàtic)
Nicomedes (grec antic: Nικoμήδης)  (antiga Grècia, c. 280 aC - c. 210 aC) va ser un matemàtic grec del segle III aC.
No es coneix res de la seva vida. Tampoc es conserven les seves obres. Per referències d'autors posteriors, com Eutoci o Pappos d'Alexandria, se sap que va ser contemporani o posterior a Eratòstenes i contemporani o anterior a Apol·loni de Perge. Amb aquestes dates es poden estimar els anys de naixement i mort de Nicomedes, al 280 i 210 aC respectivament.
La seva obra principal es titulava Sobre les concoides i, hi explicava la construcció d'aquestes corbes i la manera d'utilitzar-les per a resoldre dos dels problemes clàssics de la matemàtica grega: la trisecció de l'angle i la duplicació del cub.